# Gihan Kamel
Gihan Kamel es una física egipcia reconocida por su trabajo como científica de rayos de luz infrarroja en el proyecto de luz sincrotrón para ciencias y aplicaciones experimentales en Oriente Próximo (SESAME).   Actualmente, vive en Jordania .

## Educación y primeros años
La madre de Gihan es médica y su padre es profesor. La idea de que la ciencia y la ingeniería estaban destinadas únicamente a los hombres se convirtió en su mayor motivación para perseguir una carrera científica.
Estudió física en la Universidad de Helwan en El Cairo, donde estudió una Licenciatura y un Máster en física del estado sólido antes de mudarse a Italia, donde realizó un doctorado en biofísica en 2011 en la Universidad Sapienza de Roma.

## Carrera e investigación
En la actualidad, es profesora de Biofísica en la Universidad de Helwan y desde mediados de los años 2000 se ha interesado en el proyecto SESAME, que reúne a nueve países (Bahrein, Chipre, Egipto, Jordania, Pakistán, Turquía, Palestina, Irán y Israel), y actualmente es la única mujer científica en el proyecto.
En 2015, fue reconocida por su presentación en una conferencia TED cuya temática era "Breaking the Rules".
En 2023 fue una de las seis mujeres elegidas por Nature para hablar de sus planes para el Día Internacional de la Mujer . Las otras fueron Sandra Díaz, Martina Anto-Ocrah, Jess Wade, Aster Gebrekirstos y Tanya Monro.